# Tatsuyuki Nagai
Tatsuyuki Nagai (長井 龍雪, Nagai Tatsuyuki, Niigata, 24 de janeiro de 1976) é um diretor de animes. Estreou sua carreira em 2006, no anime Honey and Clover II. Entre seus trabalhos mais conhecidos estão Toradora!, Ano Hana e Ano Natsu de Matteru. Atualmente, é membro do famoso estúdio de animação Sunrise. 

## Trabalhos
2002
- G-on Riders (esboço sequencial e diretor da unidade)
- Mahoromatic: Motto Utsukushii Mono (diretor da unidade)
- Witch Hunter Robin (diretor da unidade)
- Cosplay Complex (diretor da unidade)

2003
- L/R -Licensed by Royal- (diretor da unidade)
- Jubei ninpucho: Ryuhogyoku-hen (diretor da unidade)
- Ikki Tousen (esboço sequencial)
- Maburaho (assistente de direção)

2004
- Mai-HiME (esboço sequencial e diretor da unidade)

2005
- Mahoraba ~Heartful Days~ (esboço sequencial)
- Honey and Clover (diretor da unidade)
- Mai-Otome (esboço sequencial e diretor da unidade)
- Mushishi (esboço sequencial e diretor da unidade)

2006
- Yomigaeru Sora - Rescue Wings (esboço sequencial)
- Honey and Clover II (diretor)

2007
- Idolmaster: Xenoglossia (diretor)
- Mobile Suit Gundam 00 (direção do episódio)
- Potemayo (direção do episódio)

2008
- Kimikiss pure rouge (direção do episódio)
- Shigofumi (direção do episódio)
- Toradora! (diretor)

2009
- Toaru Kagaku no Railgun (diretor)

2011
- Ano Hi Mita Hana no Namae o Bokutachi wa Mada Shiranai (diretor)
- Kaitō Tenshi Twin Angel (diretor)

2012
- Ano Natsu de Matteru (diretor)

2013
- Toaru Kagaku no Railgun S (diretor)